# Mitte-West (okręg administracyjny Frankfurtu nad Menem)
Mitte-West, Frankfurt-Mitte-West – 7. okręg administracyjny (Ortsbezirk) we Frankfurcie nad Menem, w kraju związkowym Hesja, w Niemczech. Liczy 38 919 mieszkańców (31 grudnia 2013) i ma powierzchnię 10,96 km².

## Dzielnice
W skład okręgu wchodzą trzy dzielnice (Stadtteil):
1. Hausen
2. Praunheim
3. Rödelheim